# روز استیک و ساک‌زنی
روز استیک و کیرخوری یا روز استیک و گوزن نر دو ساله یک تعطیلی هجوآمیز است که به عنوان پاسخی مردانه به روز ولنتاین در ایالات متحده ایجاد شده و یک ماه بعد از ولنتاین در ۱۴ مارس جشن گرفته می‌شود. در این روز، زنان ظاهراً قرار است برای مردشان، فیله استیک پخته و برای وی ساک بزنند. زنان این کار را در پاسخ به کارت، شکلات یا گل داده شده توسط مردان در روز ولنتاین انجام می‌دهند. این روز، رسمی نبوده و یک روز تعطیل واقعی نیست. در واقع این روز یک میم اینترنتی محبوب است، اما سوغاتی‌ها و کلیپ‌های ویدیویی مختلفی با محور بودن آن تولید شده‌است. ایده این روز برای نخستین بار به سال ۲۰۰۲ توسط دی‌جی تام بردزی در رادیو دبلیواف‌ان‌اکس به‌وجود آمد.
گفته شده‌است که روز استیک و کیرخوری عکس‌العملی علیه جنبش زن‌گرایان است. این روز به دلیل جنسیت‌گرایی و نظام مردسالاری مورد انتقاد قرار گرفته‌است. اگرچه برخی نیز از آن استقبال مثبتی به عمل آورده و آن را به عنوان بستری برای جمع‌آوری کمک مالی به منظور پژوهش در زمینه سرطان پستان قرار داده‌اند.

## تاریخچه
چندین وب سایت ادعا می‌کنند که سایت رسمی روز استیک و کیرخوری هستند؛ اما هیچ‌یک از آنها به عنوان نخستین ایده‌پرداز این روز معرفی نمی‌شوند. سایت‌ها موافق این هستند که این تعطیلی توسط مجری رادیو و دی‌جی تام بردسی در سال ۲۰۰۲، هنگام اجرای نمایش در ایستگاه رادیویی دبلیواف‌ان‌اکس در بوستون ماساچوست طراحی شده‌است. یکی از وب سایت‌هایی که برای تبدیل شدن به "صفحه رسمی" این روز رقابت می‌کند، اظهار داشته: "۱۴ مارس از این پس به روز استیک و کیرخوری تبدیل شده‌است". بدون کارت، بدون گل و بدون پارتی در شبهای خاص. نام این روز همه چیز را توضیح می‌دهد: فقط یک استیک و بعدش کیرخوری. همین. " وب سایت‌های به اصطلاح رسمی، راهنماهایی را در مورد چگونگی بهترین روش پخت استیک و نیز بهترین نحوه انجام کیرخوری ارائه می‌دهند.
این روز گاهی به جای چهاردهم مارس، در بیستم مارس جشن گرفته می‌شود. دلیل این امر شاید به این سبب باشد که چهاردهم مارس توسط دیو ریکاردز، دیگر مجری رادیو در سال ۱۹۹۸ به عنوان روز استیک و گوزن نر دو ساله اعلام شد؛ یا به دلیل همزمانی چهاردهم مارس با روز پی، که ثابت ریاضی عدد پی {\displaystyle \pi } در آن جشن گرفته می‌شود.
معادلی که زن‌گرایان برای روز استیک و کیرخوری درست کرده‌اند، «روز کیک و کس‌لیسی» است که در ۱۴ آوریل جشن گرفته می‌شود.

## تحلیل فرهنگی
به گفته لوئیس بنر، مورخ زنان، به نظر می‌رسد این روز بخشی از واکنش علیه جنبش زن‌گرایانه بوده و به سمت گونه‌ای از تعامل انسانی مرتبط با فرهنگ جندگی حرکت می‌کند. وی همچنین اعتقاد دارد که مردان «واقعاً ترسیده‌اند زیرا زنان از آنها بهتر عمل می‌کنند». فمینیستا جونز کنش‌گر زن‌گرا، معتقد است که این روز، آزادی گزینش زنان را محدود می‌کند و از همین رو در جریان اصلی محدودکننده پدرسالارانه، رفتارهای جنسی زنان را محدود می‌کند. واکر تورنتون، آموزگار جنسی این‌طور نوشت که این روز گرچه احمقانه است، اما برای او، مسائلی که با جهان‌بینی مدرن روز ولنتاین هستند را بیش‌تر نمایان می‌کند.مجله بهداشت مردان بر این باور است که نمی‌توان فهمید آیا این روز واقعاً جشن گرفته می‌شود یا اینکه به کلی یک شوخی است. روزنامه فوتبال اسپانیایی آس این تعطیلی را «سورئال» می‌داند. روزنامه دانشجویی د براون دیلی هرالد، دربارهٔ پیامدهای سیاست‌های هویتی پیرامون این روز چنین نوشت که بسیاری از افراد، کیرخوری را کاری می‌دانند که فرد گیرنده باید در مقابل لذتی که به فرد دهنده می‌رساند، رنج دادن آن را تحمل کند. روز استیک و کیرخوری به عنوان یک «تعطیلات مردانه» با هدف بازپرداخت هدیه‌های روز ولنتاین، این رنج را ماندگار کرده‌است.

## پذیرش
یک وبلاگ مرتبط با سبک زندگی به نام یورتانگو ایده چنین تعطیلاتی را گونه‌ای برتری مردانه قلمداد کرد و آن را مانند روز ولنتاین، «یک روز احمقانه که تقویم را پر کرده» خواند. هافینگتون‌پست اظهار داشت که این روز «زنان را وادار می‌کند دهانشان را باز کنند». همچنین، اف‌ایچ‌ام و دیلی میرور خاطر نشان کردند که برخی مشاغل از این روز غیررسمی پول درمی‌آورند.
مفهوم جنبش مردانه که به دنبال ایجاد چنین روزی است، موجب برخی بحث‌ها و مخالفت‌های تحریک آمیز شده‌است؛ با این استدلال که این روز، ضد زن‌گرایانه یا پدرسالارانه است. مجله مردانه ماکسیم این روز را به عنوان بزرگترین تعطیلات در همه زمان‌ها توصیف کرد. این در حالی است که کاسموپولیتن چنین نوشت که معلوم نیست این یک رویداد منسوخ شده و جنسیت‌زده‌است یا یک جشن بزرگ جنسی و غذاخوری. یک نظر در رابطه با این روز حاکی از آن است که نئاندرتال‌ها در فرهنگ عامه در تلاشند تا به زور برای این روز که ترکیبی است از استیک و کیرخوری، ایده‌های دیگری ارائه دهند.
این تعطیلی، توجه افراد مشهوری از جمله کریستینا آگیلرا را به خود جلب کرده‌است. وی طرفداران خود را به جشن گرفتن آن در سال ۲۰۱۴ ترغیب کرد.
در سال ۲۰۱۶، مجله اینستینکت به این حقیقت اشاره کرد که از این روز در حال حاضر به عنوان یک راه موفقیت‌آمیز به منظور جمع‌آوری اعانه برای پژوهش پیرامون سرطان سینه بهره برده می‌شود. در آلمان، مجله بیلد و در فرانسه مجله مادمازل، که بیش‌تر خوانندگانش را زنان تشکیل می‌دهند، اشاره کرده‌اند که این روز ویژه مردان است. مجله لوبونبون چنین نوشت که این تعطیلی «آمریکایی‌ترین» تعطیلات است. روزنامه اسپانیایی ال موندو خاطر نشان کرد که این روز پیوندی است میان غذاخوری و رابطه جنسی که هر دو از بزرگترین لذت‌های جهان هستند.